# خربة الزاوية
خربة الزاوية (قضاء بيسان) كانت قرية فلسطينية نقع عند أسفل سفح شديد الانحدار، يفضي إلى كوكب الهوا, وهي قرية مجاورة كانت مبنية داخل تخوم قلعة كوكب الهوا (قلعة بلفور الصليبية). وكانت لها أنهار فرعية عدة تتدفق من ذاك السفح منحدرة نحو غور الأردن، ومارة بالقرب من القرية. وكانت خربة الزاوية مصنفة مزرعة في (معجم فلسطين الجغرافي المفهرس). وعلى بعد نحو 200 متر إلى الجنوب من القرية، كانت تقع خربة الزاويان، وكانت أسس الأبنية المهجورة والدارسة تحت ترابها تبرز إلى السطح.

## إحتلال القرية وتطهيرها عرقيا
من المرجح أن القرية احتلت وقت احتلال قرية كوكب الهوا, أي في النصف الثاني من أيار\ مايو 1948, وبعد سقوط مدينة بيسان وفي ضوء هذا، يفترض أن يكون لواء جولاني, الذي احتل وادي بيسان وطهره بصورة منظمة من سكانه الفلسطينيين في أيار \ مايو 1948, هو الذي أنجز عملية احتلال القرية. وقال مسؤول الصندوق القومي اليهودي, يوسف فايتس, في إشارة إلى وادي بيسان في أوائل أيار\ مايو: (إن تهجير (العرب) من الوادي هو أبرز مهماتنا اليوم. من المرجح أن تكون القرية بقيت في يد الإسرائيليين طوال فترة الحرب، ذلك بأن القوات العربية التي دخلت البلاد في تلك المنطقة لم تنجح في استعادة الكثير من الأراضي.

## القرية اليوم
ينمو نبات الصبار في الموقع، الذي أصبح الآن مرعى للمواشي. وتشرف قلعة كوكب الهوا على القرية من الجهة الشمالية الشرقية.